# Navneet Aditya Waiba
Navneet Aditya Waiba es una cantante folclórica india en idioma nepalí e hija de la difunta Hira Devi Waiba, la pionera de la música folclórica nepalí. Navneet y su hermano menor Satya Aditya Waiba (productor/gerente) son los únicos artistas del género de música folclórica nepalí que cantan y producen canciones folclóricas tradicionales nepalíes auténticas sin adulteración ni modernización utilizando principalmente instrumentos musicales orgánicos y tradicionales de Nepal.

## Primeros años de vida
Navneet Aditya Waiba nació de madre Hira Devi Waiba y padre Ratan Lal Aditya, y se crio en la ciudad montañosa de Kurseong en Darjeeling, Bengala Occidental, India . Tanto Nanveet como Satya crecieron en un ambiente musical debido a su madre y abuelo Sri Singh Man Singh Waiba, quien también resultó ser el mentor/entrenador musical de su madre.

## Educación y carrera anterior
Navneet obtuvo su Maestría en Inglés (MA) de la Universidad de Bengala del Norte, Bengala Occidental, India. Trabajó como sobrecargo senior de vuelos en Cathay Pacific Airlines, Hong Kong .

## Carrera musical

### Equipo
Satya Aditya Waiba, su hermano, produce y gestiona la música, mientras que la banda Kutumba de Katmandú pone música a las canciones.

### Viaje musical
Después de la muerte de la madre Hira Devi Waiba en 2011, Navneet y Satya se unieron y comenzaron a trabajar para revivir, proteger y popularizar la auténtica música folclórica tradicional nepalí, manteniendo así vivo el antiguo legado musical generacional de la familia. Sus canciones reflejan principalmente los problemas de las mujeres, los conflictos y las dificultades en la sociedad nepalí.
El dúo de hermanos y hermanas reorganizó y volvió a grabar las canciones de Hira Devi Waiba y en 2015 seleccionaron las canciones más icónicas y populares de Hira Devi Waiba . Llamaron al álbum ' Ama Lai Shraddhanjali - Tribute to Mother ' y lo lanzaron el 3 de noviembre de 2017 en el lugar histórico, el Museo Patan en Katmandú, Nepal .
"Me gustaría inspirar a la generación más joven a volver a las raíces a las que pertenecemos. Siento que las canciones traerán de vuelta esos recuerdos". -Navneet Aditya Waiba